# Manchester United F.C. mùa bóng 1924–25
Mùa giải 1924-25 là mùa giải thứ 29 của Manchester United ở Liên đoàn bóng đá.
Vào cuối mùa giải, United kết thúc ở vị trí thứ hai và đã được thăng hạng để trở lại Giải hạng nhất sau ba mùa ở giải hạng hai.

## Giải bóng đá hạng hai (Second Division)
| Thời gian                 | Đối thủ                 | H/A | Tỷ số Bt-Bb | Cầu thủ ghi bàn                            | Số lượng khán giả |
| ------------------------- | ----------------------- | --- | ----------- | ------------------------------------------ | ----------------- |
| 30 tháng 8 năm 1924       | Leicester City          | H   | 1 – 0       | Goldthorpe                                 | 21,250            |
| 1 tháng 9 năm 1924        | Stockport County        | A   | 1 – 2       | Lochhead                                   | 12,500            |
| 6 tháng 9 năm 1924        | Stoke                   | A   | 0 – 0       |                                            | 15,250            |
| 8 tháng 9 năm 1924        | Barnsley                | H   | 1 – 0       | Henderson                                  | 9,500             |
| 13 tháng 9 năm 1924       | Coventry City           | H   | 5 – 1       | Henderson (2), Lochhead, McPherson, Spence | 12,000            |
| 20 tháng 9 năm 1924       | Oldham Athletic         | A   | 3 – 0       | Henderson (3)                              | 14,500            |
| 27 tháng 9 năm 1924       | The Wednesday           | H   | 2 – 0       | McPherson, Smith                           | 29,500            |
| 4 tháng 10 năm 1924       | Clapton Orient          | A   | 1 – 0       | Lochhead                                   | 15,000            |
| 11 tháng 10 năm 1924      | Crystal Palace          | H   | 1 – 0       | Lochhead                                   | 27,750            |
| 18 tháng 10 năm 1924      | Southampton             | A   | 2 – 0       | Lochhead (2)                               | 10,000            |
| 25 tháng 10 năm 1924      | Wolverhampton Wanderers | A   | 0 – 0       |                                            | 17,500            |
| 1 tháng 11 năm 1924       | Fulham                  | H   | 2 – 0       | Henderson, Lochhead                        | 24,000            |
| 8 tháng 11 năm 1924       | Portsmouth              | A   | 1 – 1       | Smith                                      | 19,500            |
| 15 tháng 11 năm 1924      | Hull City               | H   | 2 – 0       | Hanson, McPherson                          | 29,750            |
| 22 tháng 11 năm 1924      | Blackpool               | A   | 1 – 1       | Hanson                                     | 9,500             |
| 29 tháng 11 năm 1924      | Derby County            | H   | 1 – 1       | Hanson                                     | 59,500            |
| 6 tháng 12 năm 1924       | South Shields           | A   | 2 – 1       | Henderson, McPherson                       | 6,500             |
| 13 tháng 12 năm 1924      | Bradford City           | H   | 3 – 0       | Henderson (2), McPherson                   | 18,250            |
| ngày 20 tháng 12 năm 1924 | Port Vale               | A   | 1 – 2       | Lochhead                                   | 11,000            |
| 25 tháng 12 năm 1924      | Middlesbrough           | A   | 1 – 1       | Henderson                                  | 18,500            |
| 26 tháng 12 năm 1924      | Middlesbrough           | H   | 2 – 0       | Henderson, Smith                           | 44,500            |
| 27 tháng 12 năm 1924      | Leicester City          | A   | 0 – 3       |                                            | 18,250            |
| 1 tháng 1 năm 1925        | Chelsea                 | H   | 1 – 0       | Grimwood                                   | 30,500            |
| 3 tháng 1 năm 1925        | Stoke                   | H   | 2 – 0       | Henderson (2)                              | 24,500            |
| 17 tháng 1 năm 1925       | Coventry City           | A   | 0 – 1       |                                            | 9,000             |
| 24 tháng 1 năm 1925       | Oldham Athletic         | H   | 0 – 1       |                                            | 20,000            |
| 7 tháng 2 năm 1925        | Clapton Orient          | H   | 4 – 2       | Kennedy (2), McPherson, Pape               | 18,250            |
| 14 tháng 2 năm 1925       | Crystal Palace          | A   | 1 – 2       | Lochhead                                   | 11,250            |
| 23 tháng 2 năm 1925       | The Wednesday           | A   | 1 – 1       | Pape                                       | 3,000             |
| 28 tháng 2 năm 1925       | Wolverhampton Wanderers | H   | 3 – 0       | Spence (2), Kennedy                        | 21,250            |
| 7 tháng 3 năm 1925        | Fulham                  | A   | 0 – 1       |                                            | 16,000            |
| 14 tháng 3 năm 1925       | Portsmouth              | H   | 2 – 0       | Lochhead, Spence                           | 22,000            |
| 21 tháng 3 năm 1925       | Hull City               | A   | 1 – 0       | Lochhead                                   | 6,250             |
| 28 tháng 3 năm 1925       | Blackpool               | H   | 0 – 0       |                                            | 26,250            |
| 4 tháng 4 năm 1925        | Derby County            | A   | 0 – 1       |                                            | 24,000            |
| 10 tháng 4 năm 1925       | Stockport County        | H   | 2 – 0       | Pape (2)                                   | 43,500            |
| 11 tháng 4 năm 1925       | South Shields           | H   | 1 – 0       | Lochhead                                   | 24,000            |
| 13 tháng 4 năm 1925       | Chelsea                 | A   | 0 – 0       |                                            | 16,500            |
| 18 tháng 4 năm 1925       | Bradford City           | A   | 1 – 0       | Smith                                      | 13,250            |
| 22 tháng 4 năm 1925       | Southampton             | H   | 1 – 1       | Pape                                       | 26,500            |
| 25 tháng 4 năm 1925       | Port Vale               | H   | 4 – 0       | Lochhead, McPherson, Smith, Spence         | 33,500            |
| 2 tháng 5 năm 1925        | Barnsley                | A   | 0 – 0       |                                            | 11,250            |

| # | Câu lạc bộ        | Tr | T  | H  | B | Bt | Bb | Hs  | Điểm |
| - | ----------------- | -- | -- | -- | - | -- | -- | --- | ---- |
| 1 | Leicester City    | 42 | 26 | 11 | 7 | 90 | 32 | +58 | 59   |
| 2 | Manchester United | 42 | 23 | 11 | 8 | 57 | 23 | +34 | 57   |
| 3 | Derby County      | 42 | 22 | 11 | 9 | 71 | 36 | +35 | 55   |

## FA Cup
| Thời gian           | Vòng đấu | Đối thủ       | H/A | Tỷ số Bt-Bb | Cầu thủ ghi bàn | Số lượng khán giả |
| ------------------- | -------- | ------------- | --- | ----------- | --------------- | ----------------- |
| 10 tháng 1 năm 1925 | Vòng 1   | The Wednesday | A   | 0 – 2       |                 | 35,079            |